# Clifton Campbell
Clifton Campbell (* 18. Juni 1967) ist ein ehemaliger US-amerikanischer Leichtathlet, der sich auf den Sprint spezialisiert hat. Seinen größten Erfolg feierte er mit dem Gewinn der Silbermedaille in der 4-mal-400-Meter-Staffel bei den Hallenweltmeisterschaften 1991 in Sevilla.

## Sportliche Laufbahn
Clifton Campbell samellte 1986 erste internationale Erfahrungen, als er bei den Juniorenweltmeisterschaften in Athen in 46,52 s den fünften Platz im 400-Meter-Lauf belegte und mit der US-amerikanischen 4-mal-400-Meter-Staffel in 3:01,90 min die Goldmedaille gewann. Anschließend absolvierte er ein Studium an der Auburn University und wurde 1988 NCAA Hallenmeister über 400 Meter. 1991 verhalf der Staffel bei den Hallenweltmeisterschaften zum Finaleinzug und trug damit zum Gewinn der Silbermedaille bei. Im Jahr darauf beendete er seine aktive sportliche Karriere im Alter von 25 Jahren.

## Persönliche Bestzeiten
- 200 Meter: 20,73 s (+1,7 m/s), 15. Juni 1989 in Houston
- 400 Meter: 45,32 s, 2. Juni 1988 in Eugene
  - 400 Meter (Halle): 46,37 s, 28. Februar 1988 in Baton Rouge